# Evangelia Psarra
Evangelia Psarra, grška lokostrelka, * 17. junij 1974. 
Sodelovala je na lokostrelskem delu poletnih olimpijskih igrah leta 2004, kjer je osvojila 7. mesto v individualni in 5. mesto v ekipni konkurenci.